# Bacia do Capim
Bacia do Rio Capim é uma das microbacias da "Região Hidrográfica Costa Atlântica Nordeste", localizada no Estado do Pará, que envolve sete municípios, a mesma é drenada pelas duas principais Regiões Hidrográficas do País: Amazônica e Tocantins Araguaia e se divide em 25 sub-bacias. O canal principal, o rio Capim, apresenta aproximadamente 764,820 km de extensão, considerando desde a sua foz com o rio Guamá, até a confluência com as bacias dos rios Surubiju e Ararandeua. banhando os municípios de Aurora do Pará (Vila Santana do Capim), Concórdia do Pará, Dom Eliseu, Goianésia do Pará, Ipixuna do Pará, Mãe do Rio, Paragominas, Rondon do Pará e São Domingos do Capim, no Estado do Pará (95,22% da Bacia) e Açailândia, Cidelândia e Vila dos Marítimos, no estado do Maranhão (4,78% da Bacia), tendo uma área total de 37.485,75 km².
O seu canal principal apresenta aproximadamente 764,820 km de extensão, a bacia do Capim também se destaca pela presença do minério de Caulim, sendo uma das maiores reservas do mundo que é explorado desde 1996 pela empresa Imerys Rio Capim. O rio Capim é limite natural entre os  municípios de Mãe do Rio e Concórdia do Pará e entre Paragominas com o Distrito de Canaâ pertencente a Ipixuna do Pará. Além de ser um dos principais afluentes do Rio Guamá, este que, por sua vez forma a Baía do Guajará. A economia da região é baseada principalmente na atividade agropecuária, com um dos maiores rebanhos bovinos do estado, além do cultivo das monoculturas de arroz, milho, soja e, em menos escala feijão e sorgo. O projeto da hidrovia guamá-capim, já está em pleno funcionamento com a instalação do porto de Transbordo de Carga, de propriedade da empresa Bertolini, ligando a Região de Paragominas ao Porto de Vila do Conde, em Barcarena (nordeste do Pará), diminuindo o fluxo de veículos de carga nas BR-010 e BR-316.